# ドゥオモン
ドゥオモン （Douaumont）は、グラン・テスト地域圏、ムーズ県の旧コミューン。人口は12人に満たないが、1916年3月から10月まで続いた恐ろしい戦いの場となり、第一次世界大戦の戦死者納骨堂があることで有名である。

## 歴史

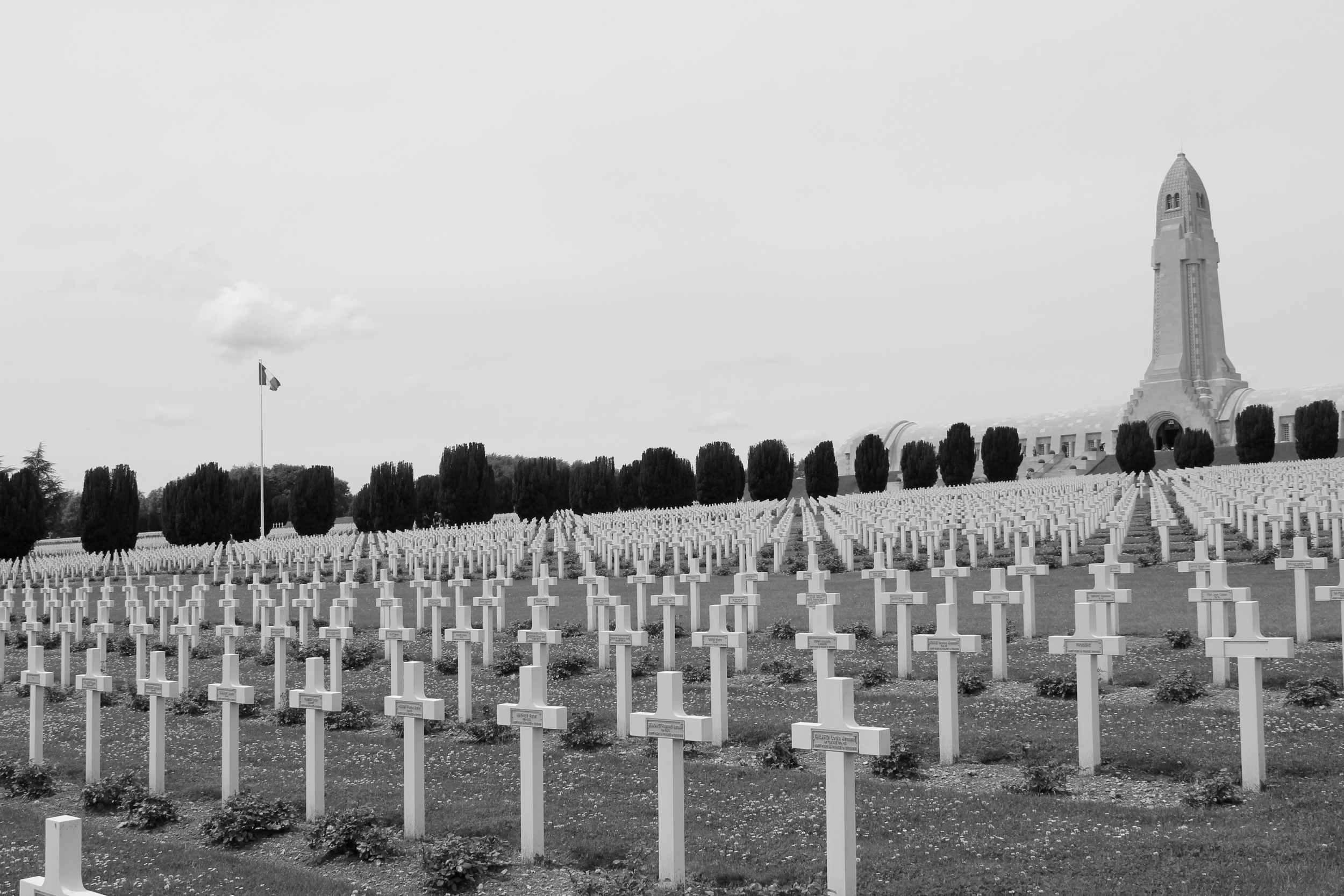
ドゥオモン納骨堂と戦死者墓地

1916年2月21日、雷のように轟く大砲でヴェルダンの戦いが始まった。ヴェルダン地区に位置していた村は、1916年3月6日にフランス軍によって失われ、同年10月24日に奪還された。そして村は、フランス軍とドイツ軍の容赦ない砲撃の下で完全に殲滅してしまった。
1916年10月25日、ロベール・ニヴェル将軍は日々命令において、ドゥオモン堡塁に戻った軍に謝意を示した。
軍の公式画家フランソワ・フラマンは、こうした残酷な事件の数々のスケッチや絵画を制作し、雑誌『イリュストラシオン』に掲載された。
2019年1月1日、隣接するヴォー＝ドゥヴァン＝ダンルーと合併し、コミューン・ヌーヴェル（fr。地方自治体改革の2010年12月16日施行の2010-1563法第21条による、合併によって新設されたコミューン）のドゥオモン＝ヴォーとなった。

## 人口統計
| 1911年 | 1921年 | 1962年 | 1968年 | 1975年 | 1982年 | 1990年 | 1999年 | 2008年 | 2013年 |
| ------ | ------ | ------ | ------ | ------ | ------ | ------ | ------ | ------ | ------ |
| 288    | 3      | 13     | 12     | 8      | 7      | 10     | 6      | 7      | 8      |

参照元:1962年から1999年までは複数コミューンに住所登録をする者の重複分を除いたもの。それ以降は当該コミューンの人口統計によるもの。1999年までEHESS/Cassini、2004年以降INSEE。